# Distrito de Samdrup Jongkhar
El distrito de Samdrup Jongkhar es uno de los veinte distritos (dzongkhag) en que se divide Bután. Cubre un área de 1877 km² y albergaba una población de 73.044 personas en 1985. Su capital es Samdrup Jongkhar.

## Geografía
El Dzongkhag Samdrup Jongkhar está situado en la esquina sureste del país, compartiendo sus fronteras norte y sur con los estados indios de Assam y Arunachal Pradesh, respectivamente. Al oeste se encuentra el distrito de Pemagatshel y al norte Trashigang. Tiene una población de 40.766 (20.786 hombres y 19.980 mujeres), repartidos en 4808 hogares. Cuenta con una superficie de 1877.94 km², que constituyen alrededor del 4% del total de Bután. Más de las tres cuartas partes de su área está cubierta de bosques, más alta que la cobertura nacional. La vegetación es principalmente subtropical. El Dzongkhag está ubicado en esta misma zona climática, que se extiende desde una elevación de 200 a 3600 metros, con la mayor parte de la tierra dentro de los 600 a los 1200 metros. Su franja sur, que se extiende a lo largo de cuatro Gewogs, consiste en tierras fértiles. La temperatura varía desde un mínimo de 14.º hasta un máximo de 36º durante el pico de verano. Su precipitación media anual es de 5309,4 milímetros. La temperatura media anual es de 23,8 °C. Alrededor de 2749 mm de precipitación caen anualmente.

## Economía

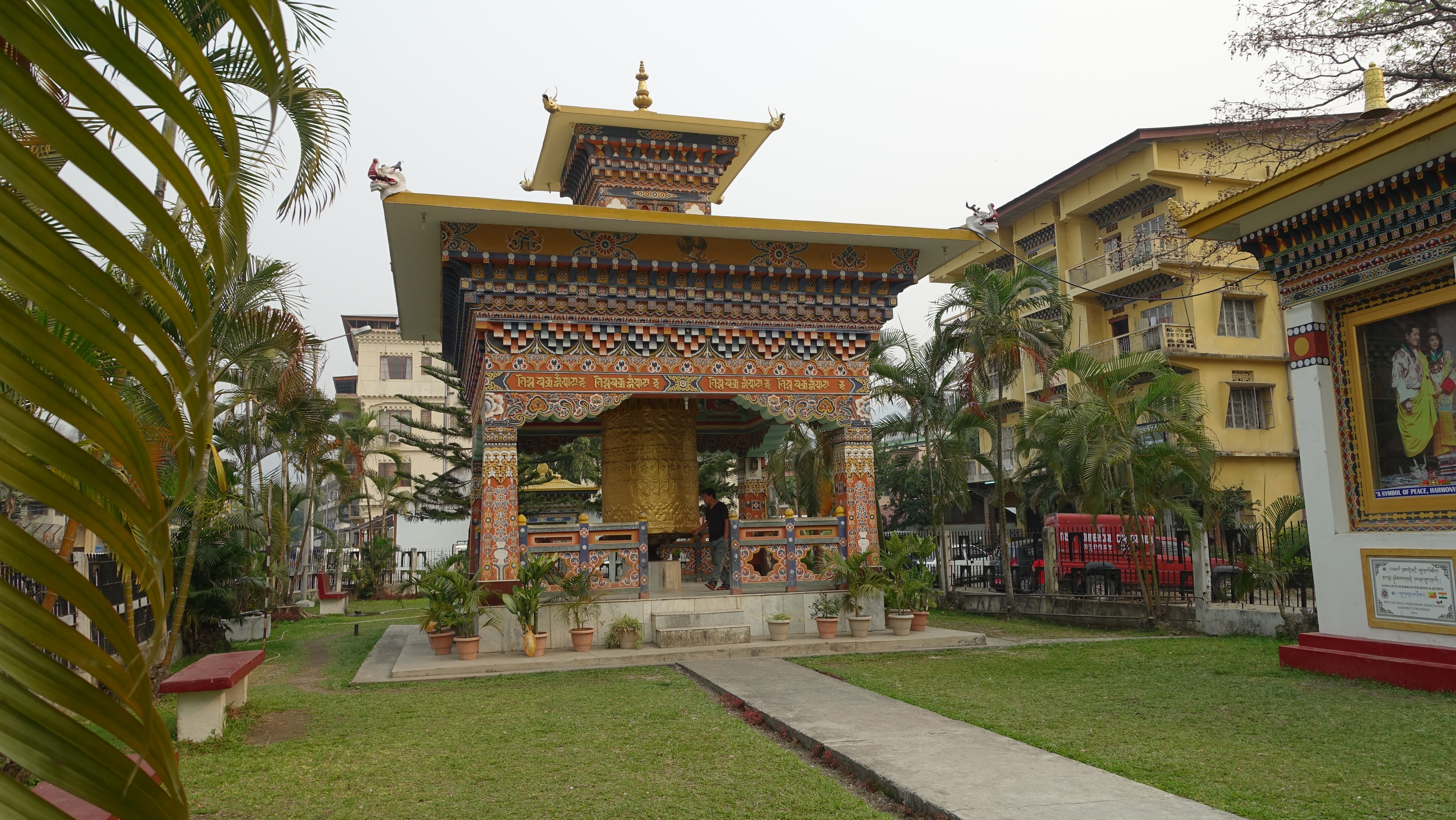
Una rueda de plegaria ubicada en el Dzongkhag

El distrito sirve como centro de negocios para los otros cinco Dzongkhags orientales de Pemagatshel, Trashigang, Trashiyangtse, Lhuntse y Mongar. La sede de la administración del Dzongkhag y las ciudades de la región oriental están conectadas por la carretera nacional. La ubicación de Samdrup Jongkhar en la frontera con la India proporciona acceso al mercado indio, no solo para el distrito, sino también para los otros Dzongkhags orientales.

## Localidades
El distrito de Samdrup Jongkhar está dividido en once localidades (gewogs):
- Dewathang
- Gomdar
- Langchenphu
- Lauri
- Martshala
- Orong
- Pemathang
- Phuntshothang
- Samrang
- Serthi
- Wangphu

## Áreas protegidas
Samdrup Jongkhar cuenta con zonas protegidas. El sureste del distrito (los gewogs de Langchenphu, Pemathang , Samrang y Serthi) contienen el Santuario de Vida Salvaje de Khaling, el cual está unido mediante unos corredor biológicos al Santuario de Vida Salvaje de Sakteng al norte (distrito de Trashigang) y al parque nacional de Manas al oeste.